# 琼·霍兰
琼·霍兰（英語：Joan Horan，1918年2月26日—1965年12月9日），生于都柏林，爱尔兰女子射箭、游泳运动员。她曾代表爱尔兰参加1960年夏季残疾人奥林匹克运动会，获得二枚金牌。她是历史上首位参加残奥会的爱尔兰女运动员。